# Zdenko Kobeščak
Zdenko Kobeščak (Zagreb, 3. prosinca 1943.) bivši je hrvatski nogometaš i trener.

## Igračka karijera
Igrao je u zagrebačkim NK Dinamu i NK Zagrebu, slovenskom NK Mariboru, te u francuskim klubovima Stade Rennais i EDS Montluçon. S Dinamom je osvojio dva Kupa maršala Tita (1962./63. i 1964./65.).
Dva puta je nastupio za jugoslavensku reprezentaciju, 27. listopada 1963. u Bukureštu protiv Rumunjske (1:2) i 22. studenog 1964. u Beogradu protiv SSSR-a (1:1).

## Trenerska karijera
Nakon igračke karijere posvetio se treniranju u matičnom Dinamu. Dva puta je vodio i prvu momčad Dinama (1985. i 1991.). Bio je pomoćni trener na dva povijesna događaja, prvo Mirku Joziću u mladoj jugoslavenskoj reprezentaciji na Svjetskom juniorskom prvenstvu u Čileu 1987., a zatim i Dražanu Jerkoviću 17. listopada 1990. godine u Zagrebu, u prvoj povijesnoj prijateljskoj utakmici hrvatske nogometne reprezentacije od uspostave neovisnosti protiv reprezentacije SAD-a, u kojoj je Hrvatska pobijedila 2:1. 
Dobitnik je Državna nagrada za šport "Franjo Bučar" 2014. godine.

## Vanjske poveznice
- Statistika u jugoslavenskoj reprezentaciji  Arhivirana inačica izvorne stranice od 27. kolovoza 2014. (Wayback Machine)